# Студентске демонстрације у Југославији 1968.
Велике студентске демонстрације у Југославији биле су део таласа демонстрација који је 1968. захватио велики број земаља. Сваке демонстрације имале су своје непосредне поводе и друштвене узроке који су их изазвали.

## Узрок
По завршетку Другог светског рата у Југославији долази до брзог економског напретка и крајем педесетих и почетком шездесетих година економски раст се кретао око 10% годишње. Почетком шездесетих година Југославија је имала све више производа које је хтела да понуди светском тржишту али се испоставило да су ти производи, у одређеној мери недовољно квалитетни и пре свега скупи због неефикасне привреде. Изградњом многих политичких фабрика, вулгаризовањем радничког самоуправљања, брзим развојем бирократије, Југославија се нашла на прекретници управљање „чврстом руком“ или даље либерализације у привреди. Поборници „чврсте руке“ су на Брионском пленуму (1966) побеђени и 1965. године је започела „Привредна реформа“. Први ефекти привредне реформе су била нагли пораст цена и незапослености јер су многе фирме због неефикасног пословања пропадале. Многи, иако запослени, месецима нису примали плату. Као један од ефеката растуће незапослености велики број радника је потражио посао у иностранству. Њихове одреднице су биле Немачка, Француска, Белгија, Холандија... На западу је владала конјуктура и југословенска радна снага се добро пласирала и зарађивала. Но у земљи су економске тензије расле.
Студентске демонстрације 1968. године представљале су највидљивији догађај у протестном циклусу који је почео средином шездесетих и трајао све до средине седамдесетих година. Први већи сукоб студената и милиције десио се у децембру 1966. године у Београду. У САД је почео да расте покрет који се залагао за крај рата у Вијетнама. Он је побудио симпатије и код југословенске јавности. Током јесени исте године Савез студената је организовао серију протесних активности који су кулминирали демонстрацијама у Београду, Загребу и Сарајеву. Студенти су се питали зашто Савез комуниста Југославије (СКЈ) осуђује рат у Вијетнаму, али опет сарађује са владом САД. Група студената је покушала 23. децембра 1966. године да дође до Америчког културног центра и Америчке амбасаде. У томе их је спречила полиција употребљујући силу, а сукоб је ескалирао око зграде Универзитета у центру Београда.
Протести су имали дугорочне последице. Једна група људи у Савезу студената је протестовала зато што је милиција упала у зграду факултета и тако повредила аутономију Универзитета. Руководство СКЈ је одбацило критику и означило је Александра Кона председника партијске организације на факултету као главног организатора протеста. Због тога је искључен из СКЈ. Протести против рата у Вијетнаму означили су прекретницу у развоју студентског протеста у Југославији, који ће кулминирати протестима у јуну 1968. године. 

## Ток сукоба у Београду

### Непосредни повод
Увече 2. јуна 1968. године била је заказана манифестација под називом „Караван пријатељства ‘68“ и „Микрофон је ваш“, чији су организатори били Дом омладине Београда и лист „Вечерње новости“. Манифестација је првобитно требало да се одржи напољу у омладинском насељу, с тим да су њој могли да присуствују и студенти и грађани. Пошто су метеоролози најавили кишу, одлучено је да се приредба одржи у сали Радничког универзитета на Новом Београду. Због ограниченог броја места у сали, приоритет уласка на приредбу су имали бригадири и за све заинтересоване студенте није било довољно места. Они који су остали напољу су протестовали и ускоро су почеле да лете каменице. Приредба је прекинута и дошло је до опште туче између бригадира и студената. Ускоро је дошла и милиција са око 40 милиционера под шлемовима која је у покушају да успостави ред дошла у отворен сукоб са студентима.
Разгласна станица у Студентском граду је позивала студенте да се врате у собе, али маса студената испред првог блока била је све бројнија. Када се прочуо глас да је један студент убијен, студенти револтирани потискују милицајце и заузимају ватрогасна кола. Милицајци су се концентрисали око Радничког универзитета, а једна група студената је отишла у бригадирско насеље и полупала 112 прозора. Око поноћи на ватрогасна кола се пењу говорници који дају разне предлоге. Инсистирали су да треба формулисати студентске захтеве због бруталности милиције и због појаве бирократије и других лоших појава у друштву. Неко од демонстраната обио је продавницу „Војводина” која се налазила између Студентског града и Радничког универзитета.
Танјуг је издао саопштење које ће бити објављено у штампи, али не цело и у различитим интерпретацијама: 
Вечерас је на Новом Београду дошло до већих инцидената, када је већа група студената покушала да провали у новобеоградски Дом културе где се одржавала приредба „Караван пријатељства” за бригадисте који раде на изградњи Новог Београда. У сукобу до ког је том приликом дошло повређен је, како се сазнаје један студент. Мале милицијске снаге покушале су да заштите бригадисте пред грубим насртајем једне групе изгредника, служећи се шмрковима за воду. Изазивачи нереда су се после изгреда, који су наставили код насиља бригадиста, упутили према подвожњаку у Новом Београду у покушају да крену ка Савском мосту. Они су успут демолирали неколико путничких аутомобила и отели један камион цистерну коју су дошавши до подвожњака запалили и гурнули према милицији. Том приликом милиција је употребила палице да би растерала изгреднике и ослободила приступ запаљеној цистерни. Чула се пуцњава, али како изјављује начелник Секретаријата за унутрашње послове Скупштине Београда Никола Бугарчић, милиција није испалила ниједан метак. Повређен је известан број милиционера и учесника у нередима.
Ноћ између 2. и 3. јуна протекла је у „чаркама” између студената и полиције испред I блока у Студентском граду. Када се пренео глас да је један студент убијен, студенти су потиснули милицију отимајући јој ватрогасна кола, а разбили су и прозорска окна на бригадирском насељу. Више десетина студената је ухапшено и одведено на саслушање у Скупштину општине Нови Београд, али су у току ноћи пуштени. Око четири сата ујутру радио Студентски град је емитовао ванредно саопштење у коме је речено да је у Студентском граду формиран Акциони одбор који ће организовати митинг око осам сати ујутру. Након тога студенти су се разишли и отишли на спавање.

### Сукоб код подвожњака 3. јуна
У просторијама Универзитетског одбора Савеза студената, у раним јутарњим часовима трећег јуна, одржан је састанак коме су присуствовали проректор T. Банишевац, чланови Извршног већа за Београд М. Поповић и Живан Берисављевић, секретар Градског комитета Симеон Затезало, чланови Универзитетског комитета СК са секретаром Ж. Булајићем, чланови Универзитетског одбора Савета студената са председником П. Игњатовићем и чланови ГК СКС-а за Београд П. Ђоковић, Александар Бакочевић и Милан Вукос. На састанку је донет закључак по коме се подржавају сви оправдани студентски захтеви, како они ширег друштвено-политичког значаја, тако и они у вези са учешћем студената у самоуправљању на Универзитету и у објектима друштвеног стандарда. Поред тога истицани су тешки услови живота у Студентском граду и предложено је да се испити одложе за седам дана. 
Већина ученика састанка је одлучила да оде у Студентски град где је у 8 часова био заказан митинг. На њему су се међу студентима појавили декани, продекани и представници Савета Универзитета, док су представници друштвено-политичких организација задржани у соби са чијег су балкона држани говори. Захтеви су били да се хитно реши материјално питање студената и да се прекину новински натписи у којима се тврдило да су студенти против сељачке омладине, да су силеџије, пљачкаши и сл. На збору су говорили студенти П. Богдановић, А. Хоџић, проректор Ј. Глигоријевић и професор пољопривредног факултета Р. Кљајић. Због сукоба са бригадирима студентима се извинио члан Главног штаба омладинских бригада М. Продановић. Формиран је Акциони одбор демонстрација што је представљао први од многобројних легалних представничких тела на факултетима. Наставак демонстрација је заказан на Тргу Маркса и Енгелса.
У колони која је кренула на договорено место налазили су се и сви професори. Носили су слике Јосипа Броза Тита, партијске и државне заставе и транспаренте на којима је писало „Тито−Партија”, „Студенти−радници”, „Имамо ли Устав” „Хоћемо посао”, „Доле социјалистичка буржоазија”, „Пуцали су на нас”, „Доле шеф убица − Бугарчић”, „Ја сам претучен”, „Ми смо синови радног народа” и др. Поред тога певане су и песме „Друже Тито ми ти се кунемо”, „Хеј Словени”, а узвикиване су и многобројне пароле. У међувремену је проректор Т. Бунишевац обавестио председника скупштине града Бранка Пешића да професори не могу да убеде студенте да престану са демонстрацијама. Истицао је да је потребна помоћ истакнутих политичких и државних руководилаца.
Група је стигла до подвожњака које је прећутно означена као граница коју студенти нису смели да пређу на путу за стари део града. Начелник београдске полиције Никола Бугарчић је издао наређење полицији да студенти ни по коју цену не смеју да прођу. Колону је као и прошле ноћи код подвожњака зауставио кордон милиције. Колону је све време надлетао хеликоптер, а на прузи изнад подвожњака је стално маневрисала локомотива. Већи број функционера међу којима су били: Вељко Влаховић, Мирослав Печујлић, Милош Минић, Драги Стаменковић, Стеван Дороњски, Симеон Затезало, Бранко Пешић и други, покушали су да одврате колону да уђе у град. Овацијама је дочекан Вељко Влаховић који је тридесетих година био један од истакнутих организатора и руководилаца борбе београдских студената за аутономију Универзитета, слободу науке и културе, против националистичких удружења и полицијске страховладе, за демократске слободе и друштвени напредак земље. Узвикивали су му „Вељко води нас”, „Тито би нас водио”. Студенти су захтевали да уђу у Београд, док су политичари инсистирали да се формира делегација студената која би ишла у СИВ на преговоре, а да се демонстрације не смеју никако допустити. Док су преговори још трајали, нешто после 12 часова уследио је изненадни напад милиционера палицама и сузавцем. Студенти су повлачећи се према Студентском граду бацали каменице на милицију, а претила је озбиљна опасност да дође до крвопролиће, јер су поједини милиционери потезали пиштоље, неретко пуцајући. Нарочито су биле повређене студенткиње које су у општем метежу последње узмицале. Залагањем Милоша Минића полиција је задржана између зграде новобеоградске општине и робне куће „Фонтана”. Међу претученим студентима, било је и професора и градских функционера које полиција није препознала. Повређени студенти су колима грађана Новог Београда који су случајно ту пролазили, превожени у најближе здравствене установе. Према евиденцији здравствених установа број повређених је био 134 студента, 21 милиционер, 9 бригадиста и 5 грађана. После лекарске помоћи у болници је задржано 12 лица, а после три дана још 8 (6 студената и по један милиционер и бригадиста).

### Делатност студената и професора
Студенти су били приморани да поново активност као и претходне ноћи наставе у Студентском граду. Сада су се њима придружили Милош Минић, Петар Стамболић, Бранко Пешић, Ђурица Јојкић и др. Формирана је радна група која је формулисала предлоге: „Проглас студентима и грађанима Београда” и „Резолуција студентских демонстрација”. То су по мишљењу многих била два најважнија документа студентских демонстрација у Београду 1968. године. Проглас је обухватао захтеве студената, док је Резолуција била програмског карактера. У њему је писано о социјалној неједнакости, незапослености, бирократизацији друштва и положају Универзитета у њему.
Трећег јуна се демонстрације из Студентског града преносе на факултете, академије и више школе. На зборовима студената подржавају се Проглас и Резолуција. Републички секретаријат за унутрашње послове СР Србије донео је наредбу којом се забрањују одржавања свих манифестација, митинга и демонстрација. То је значило да ће се наставити зборовање не факултетима. У току ноћи 3. јуна студентска делегација је била у Извршном већу СР Србије и донета је одлука да се формира паритетна комисија састављена од пет студената и пет чланова већа како би утврдили одговорност за догађаје код подвожњака.
Студенти су одлучили да не излазе са својих факултета, а са грађанством су комуницирали преко летака и парола исписаних на зградама. Професори Машинског факултета су први изразили солидарност са студентима. Делатност студената и професора на факултетима углавном су водили акциони одбори. Током 4. јуна почео је да излази Билтен којим је руководио Акциони орган. Трећег дана протеста донет је Акционо-политички програм У Београду, Загребу и Љубљани у коме се инсистирало на бржем решавању проблема.
У осамнаест часова увече у згради Ректората (Филозофски факултет) одржан је хитан састанак свих декана факултета и академија (око 40 факултета и академија) и донесена је одлука о општем штрајку универзитета, прекиду предавања и испита. Београдски универзитет је тада имао око 50.000 студената.
Ректор Београдског универзитета Драгиша Ивановић био је у посети источној Немачкој. Иако прозиван од стране студената, да се стави на чело побуне, он се није појављивао у Београду. Међу студентима је кружила шала "... да је зграбио први бицикл и кренуо према Београду“.
Језгро побуне се пренело на све факултете, организоване су студентске страже, штампарије летака и сл. Лист „Студент“, чији је главни и одговорни уредник био студент филологије Ђорђије Вуковић, сваког дана је имао ванредно издање.
Факултети су били блокирани од стране полиције, улаз и излаз је био само са индексом. Ускоро су факултетима пресечене телефонске линије, а повремено је нестајало и струје.
За тих седам дана штрајка полиција је више пута упадала на факултете и премлаћивала студенте. Студенти су хапшени и премлаћивани за најмањи повод.
На Филозофском факултету почео је интензиван програм. По угледу на Француску буржоаску револуцију формирани су „конвенти“ за економију, политику и друге теме. Професори као што су Никола Милошевић, Драгољуб Мићуновић и други држали су предавања и дискутовали су са студентима о свим проблемима друштва.
На главној бини су се смењивали уметници од којих је Стево Жигон добио овације извођењем говора Робеспјера из представе, која се тада играла у Југословенском драмском позоришту, „Дантонова смрт“. Филмски режисер Душан Макавејев данима је све то снимао, а свака два, три сата траке су одношене у непознатом правцу! Уметници се нарочито масовно солидаришу са студентима и међу њима и Десанка Максимовић, Мира Алечковић...
Демонстрације су одмах добиле политичку, левичарску конотацију. На иницијативу студената, Београдски универзитет је добио ново име „Црвени универзитет Карл Маркс“. Композитор Вук Стамболовић компоновао је револуционарну химну чији је рефрен био „Лева, лева, лева“.
Најпопуларнија парола је била „Доле црвена буржоазија“, „Извозимо људе као смрзнуту говедину!“
Направљен је списак студентских захтева који су се кретали од „пуштања на слободу свих ухапшених“ и „смене шефа полиције Београда“ до „слободе штампе“ и увођења категорије „минимални лични доходак (плата)“.
У свим редакцијама и на телевизији је уведена цензура, представници полиције су седели у свим редакцијама. У новинама су били чланци који су говорили о „шачици криминалаца“, „студентима који неће да уче“, „шта хоће студенти, кад имају далеко виши стандард од осталих чланова друштва“.
Нико од политичара се није јављао, сви су чекали шта ће да каже Тито. А Тито је послао пар својих емисара да на лицу места виде о чему се ради.
С једне стране постојале су информације да се полиција спрема на тежак обрачун са студентима, па су чак стизала појачања из унутрашњости. У фабрикама око Београда радници су такође спремани да крену у обрачун са студентима.

### Крај демонстрација
Седмога дана демонстрација, 9. јуна, Тито је преломио и у касним вечерњим часовима се обратио студентима посредством телевизије. У веома нервозном и импровизованом говору он је рекао „да је било неких неправилности“ и да „нико није незаменљив, па ни ја!?“.
| „ | ...Ми смо стигли до уверења да је велики број, око 90 процената студената, поштена омладина о којој ми нисмо водили довољно рачуна, о којој смо ми гледали само као у ученике/ђаке у школама, и којој још увек није време да се укључи у друштвени живот наше социјалистичке заједнице. То је било погрешно. Ми смо њих оставили саме. Ту своју грешку ми сагледавамо, и ми смо је утврдили и на данашњој сједници. На данашњој сједници дошло је до врло озбиљне дискусије. И нема ниједног човека, у којима има 55-годишњих другова, ни код једнога се није, како да кажем, разликовало мишљење: по питању решавања студентских проблема, по питању решавања овога материјалнога стања студената, по питању решавања запослења оних студената који завршавају факултете, у питању богаћења разних људи, у питању разних несоцијалистичких појава као што је грађење приватних фабрика — најенергичније је то осуђено, и те ствари се неће дозволити. Ми другови, смо низ пута говорили о томе да треба водити бригу о човјеку, али ја мислим да су толико засјениле те разне инвестиције, разна трвења у питању инвестиција, засјењују и у очима, и у мислима људи, да су они заборавили човјека. А ми без човјека не можемо стварати објекте, не можемо. Неки кажу: "Ово је одраз онога што се догађа у Француској, шта се догађа у Немачкој, шта се догађа у Чешкој, и тако то. Није то тачно, није то одраз тога. То је одраз оне наше слабости које су се нагомилале, и које ми данас морамо решавати, а не кривити сада шта ја знам — неке утицаје из вани и тако даље. Ја мислим, обраћам се друговима и другарицама, радницима и радницама, нашим студентима, обраћам се њима, са тиме да нам помогну са конструктивним постављањем и решавања свих тих питања." | ” |

Студенти су брзо схватили да ипак неће све остати како је било и да је ово максимум који је могао да се добије. Демонстрације су прекинутe, а неки студенти су славили са песмом и клицањем Титу.
Нормална настава тј. испитни рок је успостављен после недељу дана да би се студентима дало времена да се припреме за испите.

## Последице
Шеф београдске полиције Никола Бугарчић није смењен. Уведена је категорија „минимални лични доходак“. Оштре економске реформе су изгубиле дах. Коловође револуције Владимир Мијановић („Влада Револуција“), Соња Лихт, Ђорђије Вуковић и други су избачени са факултета, одузети су им пасоши, а неки су били и ухапшени у следећим годинама. Некима је учешће у демонстрацијама остало као белег за цео живот па им је и каснија стручна каријера била угрожена.